# Lijst van gemeentelijke monumenten in Middelburg
De gemeente Middelburg heeft  129 gemeentelijke monumenten. Hieronder een overzicht. 

## Arnemuiden
De plaats Arnemuiden kent 2 gemeentelijke monumenten:
| Object                                                                 | Bouwjaar | Architect  | Locatie        | Coördinaten                  | Nr.        | Afbeelding                                                             |
| ---------------------------------------------------------------------- | -------- | ---------- | -------------- | ---------------------------- | ---------- | ---------------------------------------------------------------------- |
| Woonhuis                                                               |          |            | Langstraat 17a | 51° 30' 1" NB, 3° 40' 30" OL | 0687/09-01 | Woonhuis                                                               |
| Voormalig gemeentehuis in eclectische trant, in romantisch classicisme | 1865     | C. Krijger | Langstraat 35  | 51° 30' 0" NB, 3° 40' 27" OL | 0687/99-60 | Voormalig gemeentehuis in eclectische trant, in romantisch classicisme |

## Middelburg
De plaats Middelburg kent 125 gemeentelijke monumenten:
| Object | Bouwjaar     | Architect                           | Locatie                               | Coördinaten                   | Nr.        | Afbeelding |
| --- | ------------ | ----------------------------------- | ------------------------------------- | ----------------------------- | ---------- | --- |
| Bomenbuurt Griffioen |              |                                     | Bomenbuurt Griffioen                  | 51° 30' 7" NB, 3° 36' 2" OL   | 0687/10-01 | Upload foto |
| Woonhuis in overgangsstijl | 1909         |                                     | Burgemeester Dregmansstraat 3         | 51° 29' 44" NB, 3° 36' 10" OL | 0687/14-05 | Upload foto |
| Eenzijdig vrijstaand pand in wederopbouwstijl                                                                                               | circa 1942   |                                     | Burggang 26-28                        | 51° 29' 56" NB, 3° 36' 45" OL | 0687/88-01 | Eenzijdig vrijstaand pand in wederopbouwstijl                                                                                               |
| Tweezijdig aangebouwd woonhuis in eclectische stijl met jugendstilelementen                                                                 | 1902         |                                     | Dam 32                                | 51° 30' 2" NB, 3° 37' 8" OL   | 0687/99-58 | Meer afbeeldingen |
| Breed vrijstaand gebouw, wederopbouwstijl                                                                                                   |              |                                     | Dwarskaai 2                           | 51° 30' 3" NB, 3° 37' 17" OL  | 0687/99-57 | Breed vrijstaand gebouw, wederopbouwstijl                                                                                                   |
| Blokje van arbeiderswoningen in naar neoclassicisme verwijzende architectuur                                                                | 1892         |                                     | Eigenhaardstraat 1                    | 51° 29' 50" NB, 3° 37' 4" OL  | 0687/99-02 | Blokje van arbeiderswoningen in naar neoclassicisme verwijzende architectuur                                                                |
| Blokje van arbeiderswoningen in naar neoclassicisme verwijzende architectuur                                                                | 1892         |                                     | Eigenhaardstraat 3                    | 51° 29' 50" NB, 3° 37' 4" OL  | 0687/99-03 | Blokje van arbeiderswoningen in naar neoclassicisme verwijzende architectuur                                                                |
| Blokje van arbeiderswoningen in naar neoclassicisme verwijzende architectuur                                                                | 1892         |                                     | Eigenhaardstraat 5                    | 51° 29' 50" NB, 3° 37' 5" OL  | 0687/99-04 | Blokje van arbeiderswoningen in naar neoclassicisme verwijzende architectuur                                                                |
| Blokje van arbeiderswoningen in naar neoclassicisme verwijzende architectuur                                                                | 1892         |                                     | Eigenhaardstraat 7                    | 51° 29' 50" NB, 3° 37' 5" OL  | 0687/99-05 | Blokje van arbeiderswoningen in naar neoclassicisme verwijzende architectuur                                                                |
| Blokje van arbeiderswoningen in naar neoclassicisme verwijzende architectuur                                                                | 1892         |                                     | Eigenhaardstraat 9                    | 51° 29' 50" NB, 3° 37' 5" OL  | 0687/99-06 | Blokje van arbeiderswoningen in naar neoclassicisme verwijzende architectuur                                                                |
| Blokje van arbeiderswoningen in naar neoclassicisme verwijzende architectuur                                                                | 1892         |                                     | Eigenhaardstraat 11                   | 51° 29' 50" NB, 3° 37' 5" OL  | 0687/99-07 | Blokje van arbeiderswoningen in naar neoclassicisme verwijzende architectuur                                                                |
| Blokje van arbeiderswoningen in naar neoclassicisme verwijzende architectuur                                                                | 1892         |                                     | Eigenhaardstraat 13                   | 51° 29' 50" NB, 3° 37' 5" OL  | 0687/99-08 | Blokje van arbeiderswoningen in naar neoclassicisme verwijzende architectuur                                                                |
| Reeks arbeiderswoningen van reeks vroege sociale woningbouw                                                                                 | circa 1892   |                                     | Eigenhaardstraat 39                   | 51° 29' 51" NB, 3° 37' 7" OL  | 0687/99-09 | Reeks arbeiderswoningen van reeks vroege sociale woningbouw                                                                                 |
| Reeks arbeiderswoningen van reeks vroege sociale woningbouw                                                                                 | circa 1892   |                                     | Eigenhaardstraat 41                   | 51° 29' 52" NB, 3° 37' 8" OL  | 0687/99-10 | Reeks arbeiderswoningen van reeks vroege sociale woningbouw                                                                                 |
| Reeks arbeiderswoningen van reeks vroege sociale woningbouw                                                                                 | circa 1892   |                                     | Eigenhaardstraat 43                   | 51° 29' 52" NB, 3° 37' 8" OL  | 0687/99-11 | Reeks arbeiderswoningen van reeks vroege sociale woningbouw                                                                                 |
| Reeks arbeiderswoningen van reeks vroege sociale woningbouw                                                                                 | circa 1892   |                                     | Eigenhaardstraat 45                   | 51° 29' 52" NB, 3° 37' 8" OL  | 0687/99-12 | Reeks arbeiderswoningen van reeks vroege sociale woningbouw                                                                                 |
| Reeks arbeiderswoningen van reeks vroege sociale woningbouw                                                                                 | circa 1892   |                                     | Eigenhaardstraat 47                   | 51° 29' 52" NB, 3° 37' 8" OL  | 0687/99-13 | Reeks arbeiderswoningen van reeks vroege sociale woningbouw                                                                                 |
| Blokje van arbeiderswoningen in naar neoclassicisme verwijzende architectuur                                                                | 1892         |                                     | Goese Korenmarkt 7                    | 51° 29' 50" NB, 3° 37' 4" OL  | 0687/99-01 | Blokje van arbeiderswoningen in naar neoclassicisme verwijzende architectuur                                                                |
| Tweezijdig aangebouwd kantoor Nederlandse Bank met ged. 3 bouwlagen, in gebruik als kantoor in berlagiaanse stijl met art-nouveau-invloeden | circa 1910   | A.L.J. Goethals                     | Gortstraat 36                         | 51° 29' 50" NB, 3° 36' 38" OL | 0687/99-35 | Tweezijdig aangebouwd kantoor Nederlandse Bank met ged. 3 bouwlagen, in gebruik als kantoor in berlagiaanse stijl met art-nouveau-invloeden |
| Tweezijdig aangebouwd woonhuis met drie traveeën in wederopbouwstijl                                                                        | circa 1942   |                                     | Groenmarkt 15                         | 51° 29' 60" NB, 3° 36' 48" OL | 0687/99-33 | Tweezijdig aangebouwd woonhuis met drie traveeën in wederopbouwstijl                                                                        |
| Tweezijdig aangebouwd woonhuis met vijf traveeën Het land van belofte in wederopbouwstijl                                                   | circa 1942   |                                     | Groenmarkt 17                         | 51° 30' 0" NB, 3° 36' 48" OL  | 0687/99-34 | Tweezijdig aangebouwd woonhuis met vijf traveeën Het land van belofte in wederopbouwstijl                                                   |
| Tweezijdig aangebouwde ingezwenkte lijstgevelwoning                                                                                         |              |                                     | Herengracht 38                        | 51° 30' 9" NB, 3° 36' 36" OL  | 0687/00-06 | Tweezijdig aangebouwde ingezwenkte lijstgevelwoning                                                                                         |
| Tweezijdig aangebouwde, twee lagen hoge lijstgevelwoning in neorenaissancestijl (met jugendstilinvloeden)                                   | circa 1900   |                                     | Herengracht 40                        | 51° 30' 9" NB, 3° 36' 36" OL  | 0687/00-07 | Tweezijdig aangebouwde, twee lagen hoge lijstgevelwoning in neorenaissancestijl (met jugendstilinvloeden)                                   |
| Tweezijdig aangebouwde, twee lagen hoge lijstgevelwoning                                                                                    |              |                                     | Herengracht 42                        | 51° 30' 8" NB, 3° 36' 35" OL  | 0687/00-08 | Tweezijdig aangebouwde, twee lagen hoge lijstgevelwoning                                                                                    |
| Tweezijdig aangebouwde, één laag hoge lijstgevelwoning                                                                                      |              |                                     | Herengracht 44                        | 51° 30' 8" NB, 3° 36' 35" OL  | 0687/00-09 | Tweezijdig aangebouwde, één laag hoge lijstgevelwoning                                                                                      |
| Tweezijdig aangebouwde, één laag hoge lijstgevelwoning                                                                                      |              |                                     | Herengracht 46                        | 51° 30' 8" NB, 3° 36' 35" OL  | 0687/00-10 | Tweezijdig aangebouwde, één laag hoge lijstgevelwoning                                                                                      |
| Schoolgebouw, v/h chr.school voor MULO gebouwd in een stijl met berlagiaanse invloeden                                                      | 1908         |                                     | Herengracht 74                        | 51° 30' 4" NB, 3° 36' 32" OL  | 0687/99-19 | Schoolgebouw, v/h chr.school voor MULO gebouwd in een stijl met berlagiaanse invloeden                                                      |
| Woonhuis in neorenaissancestijl | circa 1890   |                                     | Herengracht 108                       | 51° 30' 0" NB, 3° 36' 29" OL  | 0687/14-03 | Woonhuis in neorenaissancestijl |
| Woonhuis in ,eorenaissancestijl | circa 1890   |                                     | Herengracht 110                       | 51° 30' 0" NB, 3° 36' 29" OL  | 0687/14-01 | Woonhuis in ,eorenaissancestijl |
| Tweezijdig aangebouwd woonhuis ontworpen in laat-eclectische trant                                                                          | 1884         | J.A. Frederiks                      | Herengracht 114                       | 51° 30' 0" NB, 3° 36' 29" OL  | 0687/99-20 | Tweezijdig aangebouwd woonhuis ontworpen in laat-eclectische trant                                                                          |
| Fors, 20e-eeuws grachtenpand met een ged. als langs-, ged. als topgevel in overgangsstijl met jugendstilmotieven                            | circa 1910   |                                     | Herengracht 116                       | 51° 29' 60" NB, 3° 36' 28" OL | 0687/99-21 | Fors, 20e-eeuws grachtenpand met een ged. als langs-, ged. als topgevel in overgangsstijl met jugendstilmotieven                            |
| Fors, 20e-eeuws grachtenpand met lijstgevel in overgangsstijl met jugendstilmotieven                                                        | circa 1910   |                                     | Herengracht 118                       | 51° 29' 60" NB, 3° 36' 28" OL | 0687/99-22 | Fors, 20e-eeuws grachtenpand met lijstgevel in overgangsstijl met jugendstilmotieven                                                        |
| Fors, 20e-eeuws grachtenpand met een ged. als langs-, ged. als topgevel in overgangsstijl met jugendstilmotieven                            | circa 1910   |                                     | Herengracht 120                       | 51° 29' 59" NB, 3° 36' 28" OL | 0687/99-23 | Fors, 20e-eeuws grachtenpand met een ged. als langs-, ged. als topgevel in overgangsstijl met jugendstilmotieven                            |
| Pand genaamd "De Hamernoot" voorbeeld herbouwstijl                                                                                          |              |                                     | Herenstraat 6-6A                      | 51° 29' 53" NB, 3° 36' 53" OL | 0687/88-02 | Pand genaamd "De Hamernoot" voorbeeld herbouwstijl                                                                                          |
| Woonhuis in neoclassicistische stijl | circa 1890   |                                     | Hofplein 3                            | 51° 30' 5" NB, 3° 36' 43" OL  | 0687/14-02 | Woonhuis in neoclassicistische stijl |
| Tweezijdig aangebouwd, drie lagen hoog lijstgevelpand. in eclectische stijl                                                                 | circa 1885   |                                     | Hofplein 5                            | 51° 30' 5" NB, 3° 36' 43" OL  | 0687/99-24 | Tweezijdig aangebouwd, drie lagen hoog lijstgevelpand. in eclectische stijl                                                                 |
| Tweezijdig aangebouwd herenhuis in eclectische stijl.                                                                                       | circa 1890   |                                     | Hofplein 7                            | 51° 30' 5" NB, 3° 36' 44" OL  | 0687/00-11 | Tweezijdig aangebouwd herenhuis in eclectische stijl.                                                                                       |
| Voormalige Pastorie Gereformeerde Kerk, tweezijdig aangebouwd, twee lagen hoog tuitgevelpand in neorenaissance trant-eclectische stijl      | circa 1890   |                                     | Hofplein 11                           | 51° 30' 6" NB, 3° 36' 45" OL  | 0687/99-25 | Voormalige Pastorie Gereformeerde Kerk, tweezijdig aangebouwd, twee lagen hoog tuitgevelpand in neorenaissance trant-eclectische stijl      |
| Pand met lage halsgevel en eenvoudige kroonlijst                                                                                            |              |                                     | Koorkerkstraat 10                     | 51° 29' 56" NB, 3° 36' 54" OL | 0687/88-03 | Pand met lage halsgevel en eenvoudige kroonlijst                                                                                            |
| Tweezijdig aangebouwd, bijzonder breed woonhuis van 2 bouwlagen in wederopbouwstijl                                                         | circa 1942   |                                     | Korte Burg 1                          | 51° 30' 0" NB, 3° 36' 48" OL  | 0687/00-12 | Tweezijdig aangebouwd, bijzonder breed woonhuis van 2 bouwlagen in wederopbouwstijl                                                         |
| Vrijstaand pand hoek Lange Delft en Nieuwe Burg in gebruik als winkel in wederopbouw-Holl.-renaissancestijl                                 | 1942         |                                     | Lange Delft 1                         | 51° 29' 54" NB, 3° 36' 46" OL | 0687/88-04 | Vrijstaand pand hoek Lange Delft en Nieuwe Burg in gebruik als winkel in wederopbouw-Holl.-renaissancestijl                                 |
| Gevel met gemetselde kroonlijst, gebouw in gebruik als winkel                                                                               |              |                                     | Lange Delft 3                         | 51° 29' 54" NB, 3° 36' 46" OL | 0687/88-05 | Gevel met gemetselde kroonlijst, gebouw in gebruik als winkel                                                                               |
| Huis/Winkel met eenvoudige kroonlijst F. Sandijck jr. in wederopbouw stijl                                                                  | 1942         |                                     | Lange Delft 28-30                     | 51° 29' 53" NB, 3° 36' 51" OL | 0687/88-06 | Huis/Winkel met eenvoudige kroonlijst F. Sandijck jr. in wederopbouw stijl                                                                  |
| Gevel met dakkapel en eenvoudige kroonlijst, gebouw in gebruik als winkel in wederopbouwstijl                                               | 1733         | Jan Pieter van Baurscheidt de Jonge | Lange Delft 64                        | 51° 29' 56" NB, 3° 36' 56" OL | 0687/88-07 | Gevel met dakkapel en eenvoudige kroonlijst, gebouw in gebruik als winkel in wederopbouwstijl                                               |
| Gevel met eenvoudige kroonlijst, hoekpand in gebruik als winkel                                                                             |              |                                     | Lange Delft 99-101                    | 51° 29' 56" NB, 3° 36' 55" OL | 0687/88-08 | Gevel met eenvoudige kroonlijst, hoekpand in gebruik als winkel                                                                             |
| Breed, tweezijdig aangebouwd winkel-woongebouw van 3 bouwlagen in overgangsstijl-art-nouveaustijl                                           | circa 1910   |                                     | Lange Delft 115                       | 51° 29' 57" NB, 3° 36' 56" OL | 0687/00-03 | Breed, tweezijdig aangebouwd winkel-woongebouw van 3 bouwlagen in overgangsstijl-art-nouveaustijl                                           |
| Breed, tweezijdig aangebouwd winkel-woongebouw van 3 bouwlagen in overgangsstijl-art-nouveaustijl                                           | circa 1910   |                                     | Lange Delft 117                       | 51° 29' 57" NB, 3° 36' 57" OL | 0687/00-04 | Breed, tweezijdig aangebouwd winkel-woongebouw van 3 bouwlagen in overgangsstijl-art-nouveaustijl                                           |
| Hoekpand met tuitgevel "Hildernisse" in wederopbouwstijl                                                                                    | circa 1942   |                                     | Lange Noordstraat 2 Keldermanstraat 1 | 51° 29' 56" NB, 3° 36' 41" OL | 0687/88-09 | Hoekpand met tuitgevel "Hildernisse" in wederopbouwstijl                                                                                    |
| Huis/Winkel met verhoogde lijstgevel Gebr. van Damme in wederopbouwstijl                                                                    | circa 1942   |                                     | Lange Noordstraat 16                  | 51° 29' 57" NB, 3° 36' 40" OL | 0687/88-10 | Huis/Winkel met verhoogde lijstgevel Gebr. van Damme in wederopbouwstijl                                                                    |
| Pand met halsgevel in natuursteen in wederopbouwstijl                                                                                       | circa 1942   |                                     | Lange Noordstraat 24                  | 51° 29' 58" NB, 3° 36' 40" OL | 0687/88-11 | Pand met halsgevel in natuursteen in wederopbouwstijl                                                                                       |
| Hoekpand met Bachtensteene 2, met deels gestucadoorde kroonlijst in wederopbouwstijl                                                        | circa 1942   |                                     | Lange Noordstraat 26                  | 51° 29' 58" NB, 3° 36' 40" OL | 0687/88-12 | Hoekpand met Bachtensteene 2, met deels gestucadoorde kroonlijst in wederopbouwstijl                                                        |
| Voorgevel vml Post en Telegraafkantoor in neo-Lodewijkstijl                                                                                 | 1874         |                                     | Lange Noordstraat 48                  | 51° 30' 2" NB, 3° 36' 40" OL  | 0687/15-03 | Voorgevel vml Post en Telegraafkantoor in neo-Lodewijkstijl                                                                                 |
| Tweezijdig aangebouwd, 4 lagen hooh hoekpand Hotel du Commerce in neoclassicistisch-eclectische stijl                                       | circa 1875   |                                     | Loskade 1                             | 51° 29' 47" NB, 3° 37' 3" OL  | 0687/99-55 | Tweezijdig aangebouwd, 4 lagen hooh hoekpand Hotel du Commerce in neoclassicistisch-eclectische stijl                                       |
| Tweezijdig aangebouwd, 4 lagen hoog hoekpand Nieuwe Doelen in eclectisch-classicistische stijl                                              | circa 1880   |                                     | Loskade 3-5                           | 51° 29' 47" NB, 3° 37' 3" OL  | 0687/99-56 | Tweezijdig aangebouwd, 4 lagen hoog hoekpand Nieuwe Doelen in eclectisch-classicistische stijl                                              |
| Goed voorbeeld van herbouwarchitectuur (Delftse school) in gebruik als bankgebouw                                                           | 1942         |                                     | Markt 7                               | 51° 29' 56" NB, 3° 36' 42" OL | 0687/88-13 | Goed voorbeeld van herbouwarchitectuur (Delftse school) in gebruik als bankgebouw                                                           |
| Pand met eenvoudige kroonlijst, gebouw in gebruik als hotel-café-restaurant de Huifkar in wederopbouwstijl                                  | circa 1942   | P.G. Groenenberg                    | Markt 19                              | 51° 29' 55" NB, 3° 36' 44" OL | 0687/88-14 | Pand met eenvoudige kroonlijst, gebouw in gebruik als hotel-café-restaurant de Huifkar in wederopbouwstijl                                  |
| Gevel met gemetselde kroonlijst, gebouw in gebruik als winkel in wederopbouwstijl                                                           | circa 1942   | C.M. van Moorsel                    | Markt 23                              | 51° 29' 55" NB, 3° 36' 44" OL | 0687/88-15 | Gevel met gemetselde kroonlijst, gebouw in gebruik als winkel in wederopbouwstijl                                                           |
| Pand met trapgevel, herbouw architectuur, gebouw in gebruik als winkel C.F. Diesch in wederopbouwstijl-historiserend stijl                  | 1941         |                                     | Markt 35-37                           | 51° 29' 53" NB, 3° 36' 45" OL | 0687/88-16 | Pand met trapgevel, herbouw architectuur, gebouw in gebruik als winkel C.F. Diesch in wederopbouwstijl-historiserend stijl                  |
| Pand met eenvoudige kroonlijst, herbouw architectuur, gebouw in gebruik als winkel                                                          |              |                                     | Markt 45                              | 51° 29' 53" NB, 3° 36' 44" OL | 0687/88-17 | Pand met eenvoudige kroonlijst, herbouw architectuur, gebouw in gebruik als winkel                                                          |
| Pand met eenvoudige kroonlijst, herbouw architectuur, gebouw in gebruik als restaurant                                                      |              |                                     | Markt 49                              | 51° 29' 52" NB, 3° 36' 43" OL | 0687/88-18 | Pand met eenvoudige kroonlijst, herbouw architectuur, gebouw in gebruik als restaurant                                                      |
| Pand met eenvoudige kroonlijst, herbouw architectuur, gebouw in gebruik als apotheek De Bonte Olymeulen                                     |              |                                     | Markt 67-67A, 69                      | 51° 29' 53" NB, 3° 36' 39" OL | 0687/88-19 | Pand met eenvoudige kroonlijst, herbouw architectuur, gebouw in gebruik als apotheek De Bonte Olymeulen                                     |
| Eenzijdig aangebouwd, fors lijstgevelhoekpand van 2 lagen hoog in overgangsstijl                                                            | circa 1895   |                                     | Molenwater 49                         | 51° 30' 15" NB, 3° 36' 45" OL | 0687/99-26 | Eenzijdig aangebouwd, fors lijstgevelhoekpand van 2 lagen hoog in overgangsstijl                                                            |
| Tweezijdig aangebouwd fors lijstgevelpand van 3 lagen hoog in neoclassicistische stijl                                                      | circa 1895   |                                     | Molenwater 51                         | 51° 30' 15" NB, 3° 36' 46" OL | 0687/99-27 | Upload foto |
| Tweezijdig aangebouwd 2 lagen hoog lijstgevel woonhuis in overgangsstijl                                                                    | 1897         |                                     | Molenwater 53-55                      | 51° 30' 15" NB, 3° 36' 46" OL | 0687/99-28 | Upload foto |
| Tweezijdig aangebouwd woonhuis van 2 bouwlagen met een kapverdieping in eclectische stijl                                                   | 1895 (steen) |                                     | Molenwater 57                         | 51° 30' 15" NB, 3° 36' 47" OL | 0687/99-29 | Upload foto |
| Tweezijdig aangebouwd dubbelpand in eclectische trant                                                                                       | circa 1895   |                                     | Molenwater 59                         | 51° 30' 15" NB, 3° 36' 47" OL | 0687/99-30 | Upload foto |
| Tweezijdig aangebouwd dubbelpand in eclectische trant                                                                                       | circa 1895   |                                     | Molenwater 61                         | 51° 30' 15" NB, 3° 36' 47" OL | 0687/99-31 | Upload foto |
| Eenzijdig aangebouwd 2 lagen hoog trapgevel woonhuis in neorenaissancestijl                                                                 | circa 1890   |                                     | Molenwater 67                         | 51° 30' 15" NB, 3° 36' 49" OL | 0687/99-32 | Upload foto |
| Pand met eenvoudige kroonlijst in wederopbouw-traditionalistische stijl                                                                     | 1943         | ir. A. Rothuizen                    | Nieuwe Burg 3-5                       | 51° 29' 55" NB, 3° 36' 45" OL | 0687/88-20 | Pand met eenvoudige kroonlijst in wederopbouw-traditionalistische stijl                                                                     |
| Hoekpand met eenvoudige kroonlijst in Wederopbouw (classicistisch) stijl                                                                    | 1941-1942    |                                     | Nieuwe Burg 12                        | 51° 29' 55" NB, 3° 36' 47" OL | 0687/88-21 | Hoekpand met eenvoudige kroonlijst in Wederopbouw (classicistisch) stijl                                                                    |
| Pand met gebogen tuitgevel in wederopbouwstijl-historiserend stijl                                                                          | 1941-1942    |                                     | Nieuwe Burg 14-16                     | 51° 29' 56" NB, 3° 36' 47" OL | 0687/88-22 | Pand met gebogen tuitgevel in wederopbouwstijl-historiserend stijl                                                                          |
| Pand met verhoogde lijstgevel Old England in historiserende wederopbouwstijl                                                                | circa 1941   | P. Groenenberg                      | Nieuwe Burg 25                        | 51° 29' 56" NB, 3° 36' 47" OL | 0687/88-23 | Pand met verhoogde lijstgevel Old England in historiserende wederopbouwstijl                                                                |
| Pand met eenvoudige kroonlijst |              |                                     | Nieuwe Burg 34-36                     | 51° 29' 57" NB, 3° 36' 49" OL | 0687/88-24 | Pand met eenvoudige kroonlijst |
| Reeks arbeiderswoningen van reeks vroege sociale woningbouw in neoclassicistische stijl                                                     | circa 1892   |                                     | Nieuwepoortstraat 4-6                 | 51° 29' 53" NB, 3° 37' 8" OL  | 0687/99-14 | Reeks arbeiderswoningen van reeks vroege sociale woningbouw in neoclassicistische stijl                                                     |
| Reeks arbeiderswoningen van reeks vroege sociale woningbouw in neoclassicistische stijl                                                     | circa 1892   |                                     | Nieuwepoortstraat 8                   | 51° 29' 52" NB, 3° 37' 8" OL  | 0687/99-15 | Reeks arbeiderswoningen van reeks vroege sociale woningbouw in neoclassicistische stijl                                                     |
| Reeks arbeiderswoningen van reeks vroege sociale woningbouw in neoclassicistische stijl                                                     | circa 1892   |                                     | Nieuwepoortstraat 10                  | 51° 29' 52" NB, 3° 37' 8" OL  | 0687/99-16 | Reeks arbeiderswoningen van reeks vroege sociale woningbouw in neoclassicistische stijl                                                     |
| Reeks arbeiderswoningen van reeks vroege sociale woningbouw in neoclassicistische stijl                                                     | circa 1892   |                                     | Nieuwepoortstraat 12                  | 51° 29' 52" NB, 3° 37' 8" OL  | 0687/99-17 | Reeks arbeiderswoningen van reeks vroege sociale woningbouw in neoclassicistische stijl                                                     |
| Reeks arbeiderswoningen van reeks vroege sociale woningbouw                                                                                 |              |                                     | Nieuwepoortstraat 14                  | 51° 29' 51" NB, 3° 37' 9" OL  | 0687/99-18 | Reeks arbeiderswoningen van reeks vroege sociale woningbouw                                                                                 |
| Wonen in zakelijk expressionistische stijl                                                                                                  | circa 1925   |                                     | Noordbolwerk 11                       | 51° 30' 17" NB, 3° 36' 49" OL | 0687/14-07 | Wonen in zakelijk expressionistische stijl                                                                                                  |
| Villa-woonhuis Villa Rodanborch in rationalistische stijl                                                                                   | circa 1910   |                                     | Noordbolwerk 13                       | 51° 30' 17" NB, 3° 36' 48" OL | 0687/14-06 | Villa-woonhuis Villa Rodanborch in rationalistische stijl                                                                                   |
| Blok woningen in overgangsarchitectuur met electische naklank                                                                               | circa 1905   |                                     | Noordsingel 172                       | 51° 30' 15" NB, 3° 36' 33" OL | 0687/99-43 | Upload foto |
| Blok woningen in overgangsarchitectuur met electische naklank                                                                               | circa 1905   |                                     | Noordsingel 174                       | 51° 30' 15" NB, 3° 36' 33" OL | 0687/99-44 | Upload foto |
| Blok woningen in overgangsarchitectuur met electische naklank                                                                               | circa 1905   |                                     | Noordsingel 176                       | 51° 30' 15" NB, 3° 36' 32" OL | 0687/99-45 | Upload foto |
| Middenstandswoning in eclectische stijl | circa 1905   |                                     | Noordweg 53                           | 51° 30' 23" NB, 3° 36' 32" OL | 0687/99-36 | Middenstandswoning in eclectische stijl |
| Middenstandswoning in eclectische stijl | circa 1905   |                                     | Noordweg 55                           | 51° 30' 23" NB, 3° 36' 32" OL | 0687/99-37 | Middenstandswoning in eclectische stijl |
| Middenstandswoning in eclectische stijl | circa 1905   |                                     | Noordweg 57                           | 51° 30' 23" NB, 3° 36' 32" OL | 0687/99-38 | Middenstandswoning in eclectische stijl |
| Middenstandswoning in eclectische stijl | circa 1905   |                                     | Noordweg 59                           | 51° 30' 23" NB, 3° 36' 32" OL | 0687/99-39 | Middenstandswoning in eclectische stijl |
| Middenstandswoning in eclectische stijl | circa 1905   |                                     | Noordweg 61                           | 51° 30' 24" NB, 3° 36' 32" OL | 0687/99-40 | Middenstandswoning in eclectische stijl |
| Middenstandswoning in eclectische stijl | circa 1905   |                                     | Noordweg 63                           | 51° 30' 24" NB, 3° 36' 31" OL | 0687/99-41 | Middenstandswoning in eclectische stijl |
| Middenstandswoning in eclectische stijl | circa 1905   |                                     | Noordweg 65                           | 51° 30' 24" NB, 3° 36' 31" OL | 0687/99-42 | Middenstandswoning in eclectische stijl |
| 17de-eeuws Walchers boerderijtje Gouden Kroon                                                                                               | 17de-eeuws   |                                     | Noordweg 347                          | 51° 30' 57" NB, 3° 36' 17" OL | 0687/05-01 | Upload foto |
| |              |                                     | Noordweg 347                          | 51° 30' 57" NB, 3° 36' 17" OL | 0687/08-01 | Upload foto |
| Villa-woonhuis Zorgvrij in rationalistische stijl                                                                                           | 1916         |                                     | Oude Vlissingseweg 1                  | 51° 29' 36" NB, 3° 36' 50" OL | 0687/14-08 | Villa-woonhuis Zorgvrij in rationalistische stijl                                                                                           |
| Complex van twee woningen Casa Cara | 19e-eeuws    |                                     | Oude Vlissingseweg 38                 | 51° 29' 15" NB, 3° 36' 39" OL | 0687/02-01 | Complex van twee woningen Casa Cara |
| Complex van twee woningen Casa Cara | 19e-eeuws    |                                     | Oude Vlissingseweg 40                 | 51° 29' 15" NB, 3° 36' 39" OL | 0687/99-46 | Complex van twee woningen Casa Cara |
| Park Toorenvliedt |              |                                     | Park Toorenvliedt                     | 51° 29' 19" NB, 3° 35' 56" OL | 0687/WN098 | Upload foto |
| Driezijdig aangebouwd voormalig pakhuis |              |                                     | Pijpstraat 11                         | 51° 30' 6" NB, 3° 37' 9" OL   | 0687/99-49 | Driezijdig aangebouwd voormalig pakhuis |
| Woonhuis |              |                                     | Pijpstraat 18                         | 51° 30' 6" NB, 3° 37' 11" OL  | 0687/15-01 | Woonhuis |
| Hoekpand met Pottenmarkt 3, met tuitgevel                                                                                                   | na 1945      |                                     | Plein 1940 2                          | 51° 29' 53" NB, 3° 36' 37" OL | 0687/88-25 | Hoekpand met Pottenmarkt 3, met tuitgevel                                                                                                   |
| Pand met gootlijst |              |                                     | Plein 1940 10-12                      | 51° 29' 52" NB, 3° 36' 37" OL | 0687/88-26 | Pand met gootlijst |
| Pand met tuitgevel en hijsbalk |              |                                     | Plein 1940 14-16                      | 51° 29' 51" NB, 3° 36' 37" OL | 0687/88-27 | Pand met tuitgevel en hijsbalk |
| Hoekpand met tuitgevel |              |                                     | Plein 1940 18-20                      | 51° 29' 51" NB, 3° 36' 37" OL | 0687/88-28 | Hoekpand met tuitgevel |
| Voormalig bruggewachtershuisje in classicistische stijl                                                                                     | circa 1845   |                                     | Rouaansekaai 138                      | 51° 30' 2" NB, 3° 37' 20" OL  | 0687/00-01 | Voormalig bruggewachtershuisje in classicistische stijl                                                                                     |
| Tweezijdig aangebouwd 2½ laag hoog lijstgevelwoonhuis                                                                                       |              |                                     | Seisdam 22                            | 51° 29' 57" NB, 3° 36' 24" OL | 0687/99-48 | Meer afbeeldingen |
| Tweezijdig aangebouwd hoekpand genaamd "Den Duizend Vrezen"                                                                                 |              |                                     | Seisstraat 1                          | 51° 29' 58" NB, 3° 36' 27" OL | 0687/99-47 | Tweezijdig aangebouwd hoekpand genaamd "Den Duizend Vrezen"                                                                                 |
| Pand met eenvoudige kroonlijst in wederopbouwstijl                                                                                          | circa 1942   | A. Rothuizen (Middelburg)           | Sint Janstraat 5-7                    | 51° 29' 52" NB, 3° 36' 51" OL | 0687/88-29 | Pand met eenvoudige kroonlijst in wederopbouwstijl                                                                                          |
| Eenzijdig vrijstaand pand in wederopbouwstijl                                                                                               | 1942         | J.B. van Wuijckhuijse               | Sint Janstraat 6-8                    | 51° 29' 52" NB, 3° 36' 50" OL | 0687/88-30 | Eenzijdig vrijstaand pand in wederopbouwstijl                                                                                               |
| Wederopbouw complex , oude Rijks HBS in rationalistische stijl                                                                              | circa 1930   |                                     | Sint Pieterstraat 25                  | 51° 30' 3" NB, 3° 36' 57" OL  | 0687/99-59 | Wederopbouw complex , oude Rijks HBS in rationalistische stijl                                                                              |
| Voormalige congiergewoning Rijks-HBS |              |                                     | Sint Pieterstraat 27                  | 51° 30' 3" NB, 3° 36' 57" OL  | 0687/00-02 | Voormalige congiergewoning Rijks-HBS |
| Pand met gootlijst |              |                                     | Sint Pieterstraat 41-43               | 51° 30' 2" NB, 3° 36' 58" OL  | 0687/88-31 | Pand met gootlijst |
| Spuibrug | 1758         |                                     | Spanjaardstraat 70                    | 51° 30' 7" NB, 3° 37' 4" OL   | 0687/14-10 | Meer afbeeldingen |
| Tweezijdig aangebouwd, 2 lagen hoog lijstgevelhoekpand, in gebruik als winkel-woonhuis in neoclassicistisch-eclectische stijl               | circa 1885   |                                     | Stationsstraat 1-3                    | 51° 29' 49" NB, 3° 37' 1" OL  | 0687/99-50 | Tweezijdig aangebouwd, 2 lagen hoog lijstgevelhoekpand, in gebruik als winkel-woonhuis in neoclassicistisch-eclectische stijl               |
| Dubbel woonhuis in eclectische stijl | circa 1890   |                                     | Stationsstraat 12                     | 51° 29' 48" NB, 3° 37' 1" OL  | 0687/15-02 | Dubbel woonhuis in eclectische stijl |
| Tweezijdig aangebouwd, 2 lagen hoog lijstgevelpand onder een, met gesmoorde pannen gedekt zadeldak in neoclassicistische stijl              | circa 1885   |                                     | Stationsstraat 13                     | 51° 29' 48" NB, 3° 37' 2" OL  | 0687/99-51 | Tweezijdig aangebouwd, 2 lagen hoog lijstgevelpand onder een, met gesmoorde pannen gedekt zadeldak in neoclassicistische stijl              |
| Dubbel woonhuis in eclectische stijl | circa 1890   |                                     | Stationsstraat 14                     | 51° 29' 48" NB, 3° 37' 0" OL  | 0687/14-09 | Dubbel woonhuis in eclectische stijl |
| Tweezijdig aangebouwd, 2 lagen hoog lijstgevelpand onder een, met gesmoorde pannen gedekt zadeldak                                          | circa 1885   |                                     | Stationsstraat 15                     | 51° 29' 48" NB, 3° 37' 2" OL  | 0687/99-52 | Tweezijdig aangebouwd, 2 lagen hoog lijstgevelpand onder een, met gesmoorde pannen gedekt zadeldak                                          |
| Tweezijdig aangebouwd, 3 lagen hoog lijstgevelpand, in gebruik als vrijmetselaarsloge                                                       | circa 1880   |                                     | Stationsstraat 16                     | 51° 29' 47" NB, 3° 37' 1" OL  | 0687/00-13 | Tweezijdig aangebouwd, 3 lagen hoog lijstgevelpand, in gebruik als vrijmetselaarsloge                                                       |
| Tweezijdig aangebouwd, 3 lagen hoog lijstgevelpand, in gebruik als vrijmetselaarsloge                                                       | circa 1880   |                                     | Stationsstraat 18                     | 51° 29' 47" NB, 3° 37' 1" OL  | 0687/00-14 | Tweezijdig aangebouwd, 3 lagen hoog lijstgevelpand, in gebruik als vrijmetselaarsloge                                                       |
| Tweezijdig aangebouwd, 2 lagen hoog lijstgevelpand, in gebruik als restaurant-woonhuis in eclectisch-neoclassicistische stijl               | circa 1890   |                                     | Stationsstraat 20-22                  | 51° 29' 47" NB, 3° 37' 1" OL  | 0687/99-53 | Tweezijdig aangebouwd, 2 lagen hoog lijstgevelpand, in gebruik als restaurant-woonhuis in eclectisch-neoclassicistische stijl               |
| Tweezijdig aangebouwd, 3 lagen hoog lijstgevelpand, in gebruik als café-woonhuis                                                            |              |                                     | Stationsstraat 32                     | 51° 29' 47" NB, 3° 37' 1" OL  | 0687/99-54 | Tweezijdig aangebouwd, 3 lagen hoog lijstgevelpand, in gebruik als café-woonhuis                                                            |
| Hoekpand met eenvoudige kroonlijst |              |                                     | Varkensmarkt 4-6                      | 51° 29' 47" NB, 3° 36' 40" OL | 0687/88-32 | Hoekpand met eenvoudige kroonlijst |
| Voormalig koetshuis |              |                                     | Verwerijstraat 12                     | 51° 30' 11" NB, 3° 37' 7" OL  | 0687/00-05 | Voormalig koetshuis |
| Vrijstaand gebouw v/h gymnastiekgebouw achter Sint Pieterstr. 13                                                                            |              |                                     | Vijf Ringen 1                         | 51° 30' 5" NB, 3° 36' 57" OL  | 0687/01-01 | Vrijstaand gebouw v/h gymnastiekgebouw achter Sint Pieterstr. 13                                                                            |
| Villa-woonhuis Dorothy in chaletstijl | 1910         |                                     | Vlissingsesingel 38                   | 51° 29' 39" NB, 3° 36' 22" OL | 0687/14-04 | Upload foto |
| Pand met eenvoudige kroonlijst |              |                                     | Zusterstraat 18-20                    | 51° 29' 50" NB, 3° 36' 42" OL | 0687/88-33 | Pand met eenvoudige kroonlijst |

## Nieuw- en Sint Joosland
De plaats Nieuw- en Sint Joosland kent 2 gemeentelijke monumenten:
| Object                           | Bouwjaar | Architect | Locatie     | Coördinaten                   | Nr.        | Afbeelding        |
| -------------------------------- | -------- | --------- | ----------- | ----------------------------- | ---------- | ----------------- |
| Kerk, m.u.v. toren en muziektent | 1882     |           | Kerkplein 2 | 51° 28' 58" NB, 3° 39' 26" OL | 0687/15-04 | Meer afbeeldingen |
| Weegbrug                         | 1915     |           | Oude Dijk   |                               | 0687/14-11 | Weegbrug          |

Borsele  ·
Goes  ·
Kapelle  ·
Middelburg  ·
Schouwen-Duiveland  ·
Terneuzen  ·
Vlissingen